# Gucheng (Xiangyang)
Gucheng (chinesisch 谷城县, Pinyin Gǔchéng Xiàn) ist ein Kreis in der chinesischen Provinz Hubei.  Er gehört zum Verwaltungsgebiet der bezirksfreien Stadt  Xiangyang. Der Kreis Gucheng hat eine Fläche von 2.541 km² und zählt 511.200 Einwohner (Stand: Ende 2019). Sein Hauptort ist die Großgemeinde Chengguan (城关镇).